# ブラマプトラ級フリゲート
| ブラマプトラ級フリゲート | ブラマプトラ級フリゲート                          | ブラマプトラ級フリゲート            |
| ------------------------ | ------------------------------------------------- | ----------------------------------- |
|                          |                                                   |                                     |
| 艦級概観                 |                                                   |                                     |
| 艦種                     | フリゲート                                        | フリゲート                          |
| 就役期間                 | 2000年 - 就役中                                   | 2000年 - 就役中                     |
| 前級                     | 16型 (ゴーダーヴァリ級)                           | 16型 (ゴーダーヴァリ級)             |
| 次級                     | 露1135.6型 (タルワー級)                           | 露1135.6型 (タルワー級)             |
| 性能諸元                 |                                                   |                                     |
| 排水量                   | 基準：3,850トン                                   | 基準：3,850トン                     |
| 排水量                   | 満載：4,450トン                                   |                                     |
| 全長                     | 126.4 m                                           | 126.4 m                             |
| 全幅                     | 14.5 m                                            | 14.5 m                              |
| 吃水                     | 4.6 m                                             | 4.6 m                               |
| 機関                     | ボイラー (38.7 kgf/cm2, 450℃)                     | 2缶                                 |
| 機関                     | 蒸気タービン (15,000 shp)                         | 2基                                 |
| 機関                     | スクリュープロペラ                                | 2軸                                 |
| 速力                     | 最大 28 kt                                        | 最大 28 kt                          |
| 航続距離                 | 4,500海里 (12kt巡航時)                            | 4,500海里 (12kt巡航時)              |
| 乗員                     | 313名（士官40名、航空要員13名含む）               | 313名（士官40名、航空要員13名含む） |
| 兵装                     | 76 mm単装速射砲                                   | 1基                                 |
| 兵装                     | AK-630 30mmCIWS                                   | 4基                                 |
| 兵装                     | バラク-1短SAM VLS (8セル)                         | 3基                                 |
| 兵装                     | KT-184 4連装ミサイル発射機 （3M24 SSM）           | 4基                                 |
| 兵装                     | 324mm3連装魚雷発射管 (A.244/S ないし NST-58 魚雷) | 2基                                 |
| 艦載機                   | チェタクまたはシーキングヘリコプター              | 2機                                 |
| C4I                      | IPN-10戦術情報処理装置                            | IPN-10戦術情報処理装置              |
| FCS                      | シカリ 砲射撃指揮用                               | 2基                                 |
| FCS                      | EL/M-2221 短SAM射撃指揮用                         | 1基                                 |
| レーダー                 | RAWL-02 対空捜索用                                | 1基                                 |
| レーダー                 | RAWS-03 対空・対水上捜索用 → EL/M-2238へ後日換装  | 1基                                 |
| レーダー                 | ガルプン 長距離対水上用                           | 1基                                 |
| レーダー                 | RASHMI 航海用                                     | 2基                                 |
| ソナー                   | HUMSA 船底装備式                                  | 1基                                 |
| 電子戦・ 対抗手段        | アジャンタ電波探知装置                            | アジャンタ電波探知装置              |
| 電子戦・ 対抗手段        | TQN-2電波妨害装置                                 |                                     |
| 電子戦・ 対抗手段        | DESEAVER デコイ発射機                             | 2基                                 |
| 電子戦・ 対抗手段        | 曳航式対魚雷デコイ装置                            |                                     |

ブラマプトラ級フリゲート（ブラマプトラきゅうフリゲート、英語: Brahmaputra-class frigates）は、インド海軍のフリゲートの艦級。インド海軍での計画番号は16A型。

## 設計
先行するゴーダーヴァリ級（16型）をもとに、センサーおよび兵装を更新したものとなっており、アメリカ海軍協会（USNI）では「改ゴーダーヴァリ級」（Improved Godavari-class）として扱っている。
基本設計は16型のものがほぼ踏襲されたため、1990年代に就役した艦であるにもかかわらず、ステルス性への配慮はほとんどない。中央船楼型という船型も踏襲された。主機関も同構成で、ボイラーはバブコック・アンド・ウィルコックス社製の三胴式で、蒸気性状は圧力550 lbf/in2 (39 kgf/cm2)、温度450℃である。蒸気タービンはボーパール・エンジニアリングによるY160蒸気タービンである。なお安定化装置として、非収納式のフィンスタビライザーを装備している。

## 装備

### C4ISR
戦闘システムの中核となる戦術情報処理装置は、16型で採用されたイタリア製のIPN-10、あるいはこれをバラート社がライセンス生産したものとされている。またこのほか、日本無線のインマルサット衛星通信装置も搭載された。
またレーダーも、おおむね16型の搭載機をもとに国産化されており、対空捜索用としてはRAWL-02（LW-02または08のインド版）、低空警戒用としてはRAWS-03（DA-05または08のインド版）、対水上捜索および航海用としてはRASHMI（ZW-06のインド版）が搭載された。このほか、長射程の艦対艦ミサイルの搭載に伴い、その測的用として、ロシア製のガルプン-E（NATO名「プランク・シェイヴ」）をライセンス生産したアパーナ長距離対水上捜索レーダーも追加されている。また個艦防空ミサイルの換装に伴い、RAWS-03からEL/M-2238 STAR 3次元レーダーへの換装も行われている。
ソナーとしては、バラート社の中周波ソナーであるHUMSA（APSOH）を搭載する。またタレス社の曳航ソナーの装備も予定されている。

### 武器システム
16型と比して、最大の変更点が艦対艦ミサイルであり、16型では比較的旧式のP-15M「テルミートM」が採用されていたのに対し、本級では、新型の3M24「ウラン」に更新された。これは同時期に建造されていた15型駆逐艦（デリー級）とあわせたものであった。
一方、個艦防空ミサイルとしては、当初は国産開発されていたトリシュルの後日装備を予定されていた。これは16型で搭載されていた4K33 オサーMと同様の昇降式連装発射機を用いる予定であったが、コスト超過のために同ミサイルの開発そのものが中止された。このため、かわりにイスラエル製のバラク-1が搭載されている。
対潜兵器はILAS-3 3連装魚雷発射管、艦砲も76mmスーパーラピッド砲、CIWSもAK-630 30mmガトリング砲と、いずれも改修後の16型の装備が踏襲された。
航空艤装も16型を踏襲しており、フランス製アルエットIIIをライセンス生産したチェタクまたはシーキングヘリコプター2機を搭載できる。

## 同型艦
| #   | 艦名                         | 起工           | 進水           | 就役           |
| --- | ---------------------------- | -------------- | -------------- | -------------- |
| F31 | ブラマプトラ INS Brahmaputra | 1989年         | 1994年 1月29日 | 2000年 4月14日 |
| F39 | ベトワ INS Betwa             | 1994年 8月22日 | 1998年 2月26日 | 2004年 7月7日  |
| F37 | ベアス INS Beas              | 1998年 8月22日 | 2002年         | 2005年 7月15日 |

上記のトリシュル個艦防空ミサイルの開発遅延・計画中止や、計画途上での設計変更、造船所の労働問題のために、建造は全体に遅延した。